# RSI Rete Uno
RSI Rete Uno est une station de radio publique et qui émet principalement à destination de la population Suisse italienne, tout en étant diffusée sur l'entièreté du territoire helvétique. Elle est la station généraliste de la Radiotelevisione svizzera di lingua italiana (RSI).

## Historique
Le 7 juillet 1930, le Grand Conseil du Tessin approuve le décret législatif pour la création d'un organisme indépendant pour la diffusion en Suisse italienne (Ente autonomo per la radiodiffusione nella Svizzera italiana, EARSI).
La radio fut lancée officiellement le 29 octobre 1933, d'abord connue sous le nom de « Radio Monte Ceneri », reprenant ainsi le nom de l'émetteur par lequel elle était principalement diffusée en hertzien jusqu'en 2008, la station était captable dans tout le nord de l'Italie. Depuis que le signal a été arrêté en 2008, les auditeurs italiens ont uniquement la possibilité d'écouter la station de radio sur internet et par le satellite.

## Programme
RSI Rete Uno diffuse un programme généraliste comprenant des informations, des émissions culturelles, politiques, sportives. Elle diffuse un quota élevé de chansons italophones à plus de 30 % du total des heures musicales et ne diffuse aucune publicité sur ses ondes.

## Réception
RSI Rete Uno est diffusée par DAB, par le câble, IPTV, le satellite et par la FM.

## Logos

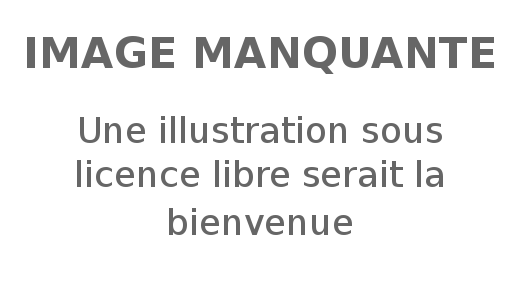
Ancien logo de Rete 1 de 1985 à 1999[réf. nécessaire]
Logo de Rete Uno de 1999 à février 2009[1],[2]
Logo de RSI Rete Uno de février 2009 au 29 février 2012
Logo de RSI Rete Uno depuis le 29 février 2012